# Ronaldo Rodrigues de Jesus
Ronaldo Rodrigues de Jesus známý jako Ronaldão (= velký Ronaldo)(* 19. červen 1965) je bývalý brazilský fotbalista a reprezentant. Hrál na postu obránce.

## Reprezentační kariéra
Ronaldão odehrál 14 reprezentačních utkání. S brazilskou reprezentací se zúčastnil Mistrovství světa 1994 v USA.
Zápasy Ronaldãa v A-mužstvu Brazílie
| Brazílie | Brazílie | Brazílie |
| Roky     | Záp.     | Góly     |
| -------- | -------- | -------- |
| 1991     | 1        | 0        |
| 1992     | 5        | 0        |
| 1993     | 1        | 0        |
| 1994     | 0        | 0        |
| 1995     | 7        | 1        |
| Celkem   | 14       | 1        |